# Hussain Quli Beg

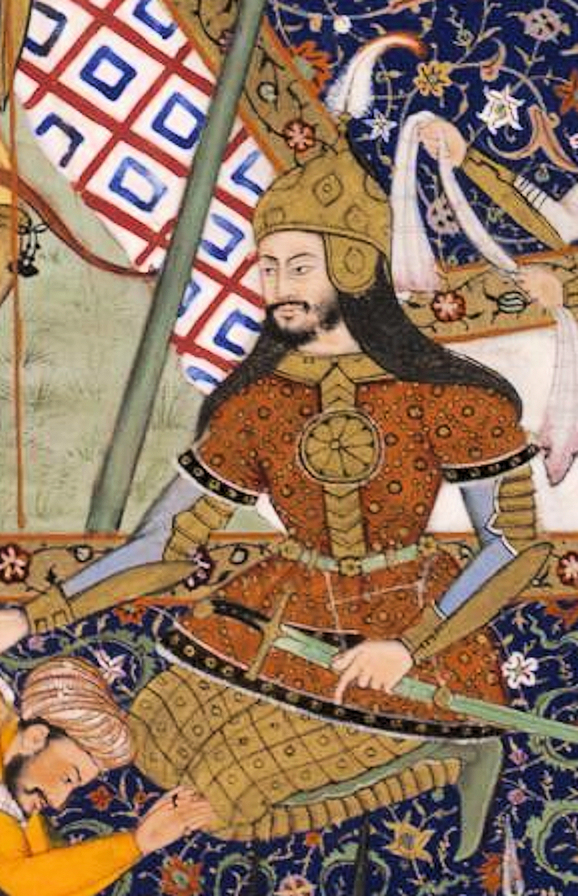
Hussain Quli Beg

Hussain Quli Beg fue un general mogol. El emperador Akbar le otorgó el título de Khan-i-Jahan (Khan del mundo).

## Primeros años
Beg era hijo de Wali Beg Zul-Qadr y sobrino de Bairam Khan. Comenzó su carrera como un soldado ordinario en el ejército de Akbar.

## Historia
Fue nombrado Subahdar de Bengala después de la muerte de Munim Khan en 1575. Daud Khan Karrani, el último sultán afgano de Bengala, se rebeló nuevamente contra el Imperio Mogol. El 12 de julio de 1576 en la batalla de Rajmahal, Khan Jahan derrotó a Daud Shah. Fue ejecutado y su cabeza fue enviada a Agra. Khan Jahan también tomó Satgaon bajo su control.
Khan Jahan dirigió la expedición militar contra los jefes afganos de la región de Bhati en 1578. Pero en una batalla naval en Katsul contra Isa Khan, no logró capturar el área y se retiró de Bhati.
Más tarde murió en Tandah, la capital de Bengala, en 1578.